# Izemmouren
Izemmouren är en ort i Marocko.   Den ligger i regionen Tanger-Tétouan-Al Hoceïma, 290 km öster om huvudstaden Rabat.